# خزاق
خزاق از توابع بخش مرکزی شهرستان کاشان در استان اصفهان ایران است.

## جمعیت
این روستا در دهستان میاندشت قرار دارد و براساس سرشماری مرکز آمار ایران در سال ۱۳۸۵، جمعیت آن ۱٬۳۲۶ نفر (۳۴۱خانوار) بوده‌است.